# Billy Joe Royal
Billy Joe Royal (ur. 3 kwietnia 1942 w Valdoście, zm. 6 października 2015 w Morehead City) – amerykański piosenkarz rockandrollowy i country. Do jego największych przebojów należą „Down in the Boondocks” i „Hush”.

## Życiorys
Royal urodził się w rodzinie muzyków i zadebiutował w radio w show jego wujka w wieku 11 lat. Mając 14 lat nauczył się grać na gitarze i dołączył do Georgia Jubilee w Atlancie, gdzie występował razem z Joe Southem, Jerrym Reedem i Rayem Stevensem. W szkole średniej założył własną grupę rockandrollową i w wieku 16 lat regularnie śpiewał w Atlancie. Spędzał także czas w Savannah, gdzie zapoznał się z afroamerykańskimi stylami wokalnymi i zaczął rozwijać własny charakterystyczny wokal. W 1962 roku nagrał niezależny singel. Trzy lata później South poprosił go o zaśpiewanie piosenki „Down in the Boondocks”.
Piosenka ta okazała się przełomem w karierze Royala, osiągając dziewiąte miejsce na liście przebojów pop, a wytwórnia Columbia Records podpisała z nim sześcioletni kontrakt. Po tym sukcesie nagrał piosenki takie jak „I Knew You When”, „I've Got to Be Somebody” czy „Cherry Hill Park”. Pod koniec dekady jego popularność zanikła. W 1978 roku nagrał cover „Under the Boardwalk”.
W 1984 roku nagrał kompozycję Gary'ego Burra „Burned Like a Rocket”, co doprowadziło do podpisania kontraktu z wytwórnią Atlantic Records. Singel ten w 1986 roku stał się hitem, podobnie jak inne piosenki, które Royal nagrywał przez następnie dwa lata, wliczając „I'll Pin a Note on Your Pillow” z 1987 roku. W 1989 roku nagrał album Tell It Like It Is, który utrzymywał się na liście Billboard Top Country Albums przez rok i osiągnął 15. miejsce. Łącznie w latach 80. 15 jego singli znalazło się na listach przebojów muzyki country. W 1990 roku jego styl muzyczny zmienił się i jego popularność zmalała; do 1992 roku nagrywał mniejsze przeboje. W 1998 roku powrócił z albumem Stay Close to Home.

## Dyskografia
- Down in the Boondocks (1965)
- Billy Joe Royal (1965)
- Billy Joe Royal Featuring "Hush" (1967)
- Cherry Hill Park (1969)
- Billy Joe Royal (1980)
- Looking Ahead (1987)
- The Royal Treatment (1987)
- Tell It Like It Is (1989)
- Out of the Shadows (1990)
- Stay Close to Home (1998)
- Now and Then, Then and Now (2001)
- Going by Daydreams (2007)